# غهور مردة سيلاب (زيلايي)
غهور مردة سیلاب (بالفارسية: گهورمرده سیلاب) هي قرية تقع في إيران في قسم زیلایی الريفي. يقدر عدد سكانها بـ 175 نسمة بحسب إحصاء 2016.